# Interneringslägret Lunghua
Interneringslägret Lunghua  (eng: Lunghua Civilian Assembly Center) var ett japanskt interneringsläger för civila engelska och amerikanska medborgare under andra världskriget. Lägret låg i den av japanerna ockuperade staden Shanghai i Kina och var i bruk från mars 1943 till augusti 1945. 
Den engelske författaren J.G. Ballards självbiografiska roman Solens rike (The Empire of the Sun) och Steven Spielbergs filmatisering från 1987 utspelar sig i Lunghua.

## Bakgrund
År 1937, under det andra kinesisk-japanska kriget,  ockuperade japanska trupper staden Shanghai, utom dess internationella självstyrande områden: det engelsk-amerikanska Shanghai International Settlement och det franska Concession française. Men i december 1941, i samband Japans attack på den amerikanska flottbasen Pearl Harbor, ockuperades även de internationella koncessionerna i staden. Därefter var utländska invånare från fiendeländer tvingade att bära ett utmärkande band runt armen och godtyckliga arresteringar genomfördes. 
I februari 1943 överlämnades, de jure, Shanghai International Settlement av England och USA till Kina, som vid denna tid var Republiken Kina under Chiang Kai-sheks nationalistiska regering. Men eftersom Shanghai var ockuperat av Japan var överlämnandet de facto ogenomförbart. Ledningen över det internationella området övertogs några månader senare  av Wang Jingeis japanska marionettstat. Under denna tid, i mars 1943, inrättades lägret Lunghua där omkring 2 000 engelska och amerikanska medborgare samt ett trettiotal australiensare internerades.

## Lägret
Interneringslägret Lunghua låg i ett delvis sönderbombat skolcampus omkring 8 kilometer utanför Shanghai. Lägret bestod av sju byggnader i betong, tre träbaracker samt ett antal uthus och innehöll 59 sovsalar och 127 större rum för familjer. Bland lägerfångarna återfanns framförallt missionärer, koloniala tjänstemän, anställda i engelska och amerikanska företag och sjukvårdspersonal.  
Lunghuas japanske kommendant var Mr Hayashi som före kriget varit japansk konsul i England. Lägrets interna administration sköttes enligt ett reglemente av de internerade själva. De hade olika avdelningar ansvariga för bland annat mat, sjukvård, skolmaterial, sportaktiviteter, räkenskaper och allmän ordning. Tack vare den mångfald av yrken och färdigheter som fanns representerade bland de internerad lyckades de bra med att organisera och sköta lägret, vilket mildrade de fysiska och psykologiska påfrestningarna.
Lunghua övergavs av den japanska militären efter Japans kapitulation den 15 augusti 1945 och lägret lämnades öppet.